# Тунари (Телеорман)
Тунари (рум. Tunari) насеље је у Румунији у округу Телеорман у општини Ботороага. Oпштина се налази на надморској висини од 84 m.

## Становништво
Према подацима из 2002. године у насељу је живело 294 становника, од којих су сви румунске националности.